# Montpellier-de-Médillan
Montpellier-de-Médillan är en kommun i departementet Charente-Maritime i regionen Nouvelle-Aquitaine i västra Frankrike. Kommunen ligger  i kantonen Gémozac som ligger i arrondissementet Saintes. År 2022 hade Montpellier-de-Médillan 686 invånare.

## Befolkningsutveckling
Antalet invånare i kommunen Montpellier-de-Médillan
Referens:INSEE